# Nakadžima Ki-44
Nakadžima Ki-44 Šóki, ve spojeneckém kódu znám jako Tojo, (podle japonského ministerského předsedy Hideki Tódža) byl japonský jednomotorový jednomístný dolnoplošný stíhací letoun vyvinutý firmou Nakadžima a užívaný japonským armádním letectvem ve druhé světové válce.

## Vývoj
Byl vyvíjen již od roku 1938, první prototyp (výr. č. 4401) zalétal tovární šéfpilot Hajaši v srpnu roku 1940 na letišti Ojima u města Ota. Nevyzbrojený stroj poháněl dvouhvězdicový čtrnáctiválec Nakadžima Ha-41 o výkonu 919 kW. Při jeho konstrukci byl kladen důraz na rychlost a stoupavost. Letoun byl navržen s poměrně malou nosnou plochou. Brzy poté se do letových zkoušek zapojily další dva prototypy (4402 a 4403), zároveň byla také zahájena výroba prvních sedmi předsériových exemplářů (4404 až 4410).
První ze sedmi předsériových Ki-44-Ia byl dokončen v červnu 1941, další následovaly v červenci a srpnu. Stroje byly zklamáním, nedosahovaly ani zdaleka předpokládaných výkonů. Proto následovaly postupné úpravy, letoun byl vybaven silnějším motorem, byla posilněna výzbroj (první verze nesla jen kulomety).

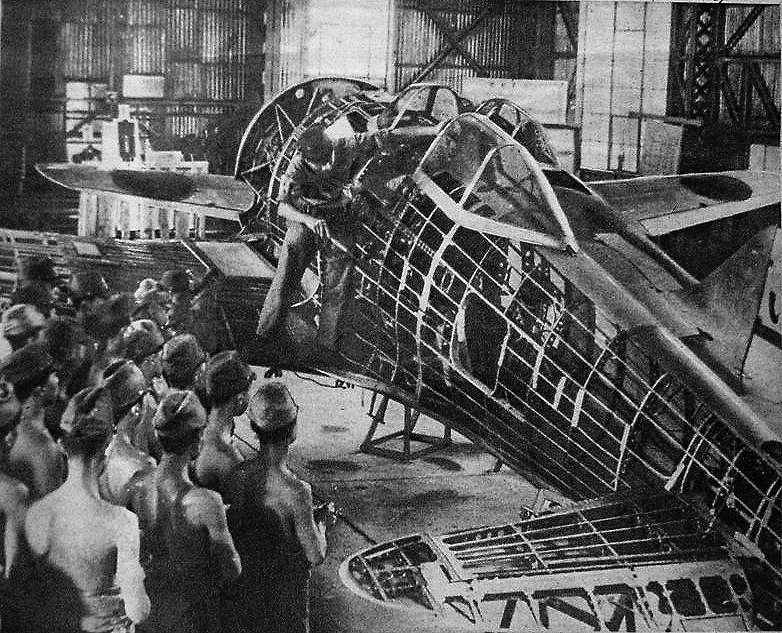
Konstrukce Ki-44

28. ledna 1942 byla objednána velkosériová výroba Ki-44-Ib v počtu 40 kusů. Olej motorů dosavadních verzí se chladil v trubkovém prstencovém chladiči umístěném před válci těsně za vrtulí. Následující subverze Ki-44-Ic již nesla chladič oleje umístěný ve spodní části krytu motoru. Vybaveny byly také zjednodušenými kryty kol podvozku bez sklopných spodních částí. Výroba Ki-44-Ib byla ukončena v říjnu 1942.
Zástavbou nového, silnějšího dvouhvězdicového čtrnáctiválce Nakadžima Ha-109 s dvoustupňovým kompresorem o vzletovém výkonu 1117 kW do draku Ki-44-Ia vznikla verze Ki-44-II. Pět prototypů a tři předsériové stroje byly společností Nakadžima dodány koncem léta a na podzim 1942. Úprava zahrnovala rovněž zesílení podvozku, pancéřování kolem schránek nábojů v trupu, zadní části pilotního sedadla a použití jednoduchých samosvorných obalů nádrží paliva. Nesly výzbroj dvou kulometů vz. 89 ráže 7,7 mm v trupu a dvou Ho-103 ráže 12,7 mm po jednom v každé polovině křídla. První sériové letouny opouštěly montáž v úpravě Ki-44-IIa se smíšenou výzbrojí jako prototypy a předsériové stroje. Produkce byla ukončena po vyrobení 30 strojů v listopadu 1942.
Od prosince tohoto roku výroba přešla na typ Ki-44-IIb s hlavňovou výzbrojí čtyř kulometů Ho-103, která se pak velkosériově vyráběla déle než dva roky.
Od začátku roku 1943 zasahovaly do dokončovaných Ki-44-IIb krátké série pozdější úpravy označované celkově Ki-44-IIc. Ta měla ve výzbroji různé typy kanónů ve směsi s kulomety. Ki-44-IIc tak původně označovalo verzi vyzbrojenou 12,7mm kulomety Ho-103 v trupu a dvěma kanóny Ho-5 vz. 1 ráže 20 mm po jednom v každé polovině křídla. Většinu z přibližně 400 postavených Ki-44-IIc však představovaly letouny vyzbrojené dvojicí Ho-103 v trupu a dvěma kanóny Ho-203 vz. 3 ráže 37 mm v křídle. Šóki s kanóny Ho-203 byly nakonec odeslány do Anšanu v Mandžusku, kde útočily na letouny USAAF Boeing B-29 Superfortress. Další letecký kanón, který byl v omezeném množství instalován na Ki-44-IIc, byl Ho-301 ráže 40 mm, opět po jednom v každé polovině křídla.
Již v prvních měsících roku 1943 začaly konstrukční práce na modifikaci Ki-44-III s dvouhvězdicovým osmnáctiválcovým motorem Nakadžima Ha-145 o vzletovém výkonu 1470 kW. Prototyp poprvé vzlétl v červnu 1943 a společnost Nakadžima pak vyrobila šest předsériových letounů ve dvou variantách. Ki-44-III s párem synchronizovaných kanónů Ho-5 v trupu a dvěma v křídle a Ki-44-IIIa rovněž s trupovými Ho-5, ale se dvěma křídelními Ho-203.
Letoun byl zamýšlen jako přepadový stíhač a tomu byly vyladěny jeho výkony. Vyznačoval se (na japonské poměry) vysokou rychlostí, velmi dobrou stoupavostí a silnou výzbrojí, cenou za to byla horší manévrovatelnost, vysoká přistávací rychlost a nedobrý výhled z kabiny při pojíždění.
Celková produkce dosáhla 1225 kusů, poslední dva vyrobené stroje byly předány na začátku ledna 1945.

## Nasazení

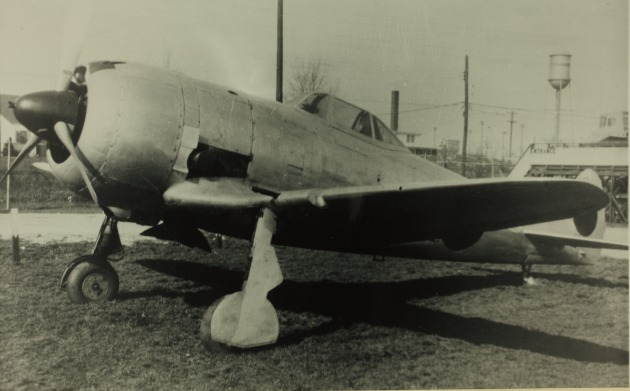
Nakadžima Ki-44

Dne 15. září 1941 začal na vojenském letišti ve Fuse výcvik vybraných elitních pilotů, kteří prošli vzdušnými boji v Číně a Chalchyn-Golu na devíti strojích Ki-44-Ia (výr. č. 4402 až 4410). Tato pokusná rota, nazvaná „Kawasemi“, se po ukončení výcviku přesunula do jižní Číny a 30. listopadu přiletěla do Kantonu. Po zahájení války v Tichomoří se jako součást nově utvořeného 12. hikodanu (letecké divize) přemístili do jižní Francouzské Indočíny, aby podpořili japonské vylodění v Malajsku. Nejstarší nasazený letoun (4402) zde pilotoval kadet Micumoto od 3. roje letky „Ledňáčků“, starší seržant Itó od 2. roje usedal do 4404. Velitel 1. roje major Sakagawa převzal 4405, velitel 2. roje kapitán Jinbó pak 4406 a velitel 3. roje kapitán Jasuhiko Kuroe 4408. O první uznaný sestřel nového typu K-44 se postaral již na začátku ledna 1942 kapitán Kuroe, když poblíž Džóhóre Bárú severně od Singapuru sestřelil jeden ze tří hlídkujících Brewsterů Buffalo spojených perutí č. 21 a 453 RAAF se sídlem v Sembawangu.
V květnu 1942 se z „Ledňáčků“ ustavila 47. nezávislá stíhací letka japonského armádního letectva (Dokuricu hikó čútai), která začala přebírat nově vyráběné Ki-44-Ib, včetně několika Ki-44-Ic. Po náletu bombardérů North American B-25 Mitchell pod velením Jamese H. Doolittla na Tokio 18. dubna 1942 byla 47. letka okamžitě stažena do Japonska. Současně obdržela další Šóki a byla povýšena na 47. pluk se základnou na letišti Narimasu u Tokia, kde měla napříště jako součást 10. hikodanu zabránit podobným útokům. Koncem války 47. pluk pod velením Noboru Okudy vzlétal proti bombardérům B-29.

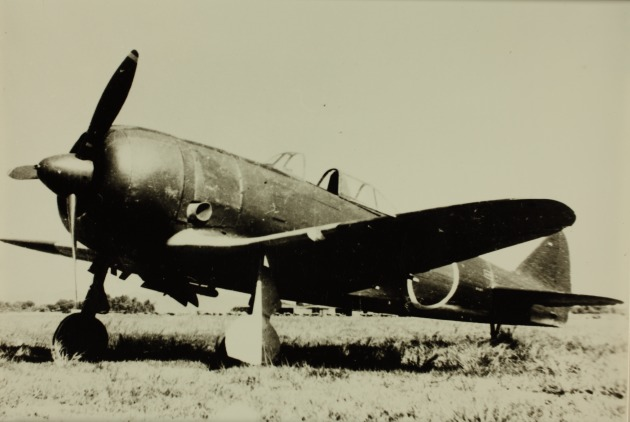
Nakadžima Ki-44

V létě roku 1942 začaly na typ Ki-44 přecházet také 9. a 87. sentai (pluk) japonského armádního letectva. Pluk č. 9 původně operoval v okolí čínského Tainei se stíhacími Kawasaki Ki-10, od roku 1938 se začal přezbrojovat na letouny Nakadžima Ki-27, s nimiž se účastnil bojů proti sovětským vojskům u Chalchin-Golu v létě 1939. V Mandžusku také přešel na Ki-44-I, s nimiž se vrátil do Číny. Do konce II. světové války měl základnu na letišti Jogai u Nankinu.
Pluk č. 87 byl založen v čínském Charbinu v březnu 1941 se stroji Ki-27. První nové Ki-44 převzal v červenci 1942. V roce 1943 byl se svými Šóki převelen do Palembangu, odkud chránil naftová pole a rafinérie na Sumatře jako součást 9. letecké divize (hikodanu) do podzimu 1944. Pak byl stažen na japonské ostrovy, kde je bránil před americkými nálety. Operoval přitom jako součást východního obranného sektoru do porážka Japonska v srpnu 1945.
Pouze o několik týdnů později po 9. a 87. pluku se na Ki-44 začala přezbrojovat také 85. sentai, umístěná rovněž v Nankinu, kde zařadila do své výzbroje v červenci 1942 své první Šóki. Založena byla s Ki-27 v Číně. Koncem roku se pluk přesunul do Kantonu a zůstal tam až do jara 1945, kdy byl přesunut do Koreje. V tomto období již byl převážně vyzbrojen stroji Nakadžima Ki-84. V době ukončení války měl základnu v Soulu.
V červenci 1942 se utvořila další obranná jednotka na domácích ostrovech, 246. stíhací pluk. Do léta 1943 byl vyzbrojen typem Ki-27, kdy na letišti Hjógo dostal nově vyrobené Ki-44-II. V říjnu 1944 se na několik týdnů přemístil na letiště Byoto na ostrově Formosa, poté operoval na Filipínách. Odtud byl 246. stíhací pluk v prosinci odvolán zpět do Japonska k doplnění stavů. Sloužil pak s několika Ki-84 u středního obranného sektoru Japonska na letišti Tajšá v prostoru měst Ósaka a Kóbe proti B-29. Šóki používal do svého rozpuštění v srpnu 1945.
V roce 1944 Japonci vyslali do Číny mimo jiné rovněž 22. stíhací armádní pluk, který vznikl v březnu v japonském městě Fussa. Od počátku jeho výzbroj tvořily Ki-44-IIb, zanedlouho však převzal i první Ki-84. V srpnu byl převelen do čínského Chan-kchou, v září již sloužil na Filipínách. Po japonské porážce na tomto souostroví se 22. pluk vrátil do Japonska, kde se v roce 1945 stal součástí východního obranného sektoru se základnou v Chosenu. Před skončením války se přesunul do Koreje, kde byl na letišti Kimpo po kapitulaci rozpuštěn.
V létě 1944 převzala své první Ki-44-IIb 29. sentai při svém doplnění na armádní letecký pluk. Z Číny byl pluk na podzim 1944 odeslán na Filipíny společně s několika Ki-84. Po úspěšné americké invazi na ostrovy byl na začátku roku 1945 poslán na Formosu, kde operoval z letiště Tajchu až do japonské kapitulace.
70. stíhací pluk japonského armádního letectva, založený v červenci 1941 s Ki-27, přelétl v červenci 1944 po přezbrojení na Ki-44-IIb do Mandžuska. Zde bylo do jeho stavu zařazeno rovněž několik Ki-84. Na přelomu let 1944-45 se jednotka přesunula na mateřské ostrovy, kde se stala součástí západního obranného sektoru jako součást 12. letecké divize. Rozpuštění 70. stíhacího pluku proběhlo po ukončení válečného konfliktu na letišti Macudo v prefektuře Čiba.
Během léta a začátkem podzimu 1944 užíval po několik týdnů typ Ki-44-II 59. pluk. V této době útvar operoval v Mandžusku a následně přešel na stroje Ki-84. Přibližně ve stejném období roku 1944 sloužily Šóki u 64. „Kató sentai“ pod velením Tatea Katóa. Působila tehdy v Thajsku.
Začátkem roku 1945 sloužilo na domácím území Japonska celkem sedm pluků s Ki-44-II, jeden na Formose a v Číně již jen 9. a 85. pluk.
Ještě v březnu byl na Ki-44-II převážně přezbrojen 23. pluk, ustavený v říjnu 1944 s letouny Nakadžima Ki-43. K jeho rozpuštění došlo po skončení války ve městě Čiba.

## Varianty
- Ki-44 I – motor Nakadžima Ha-41.

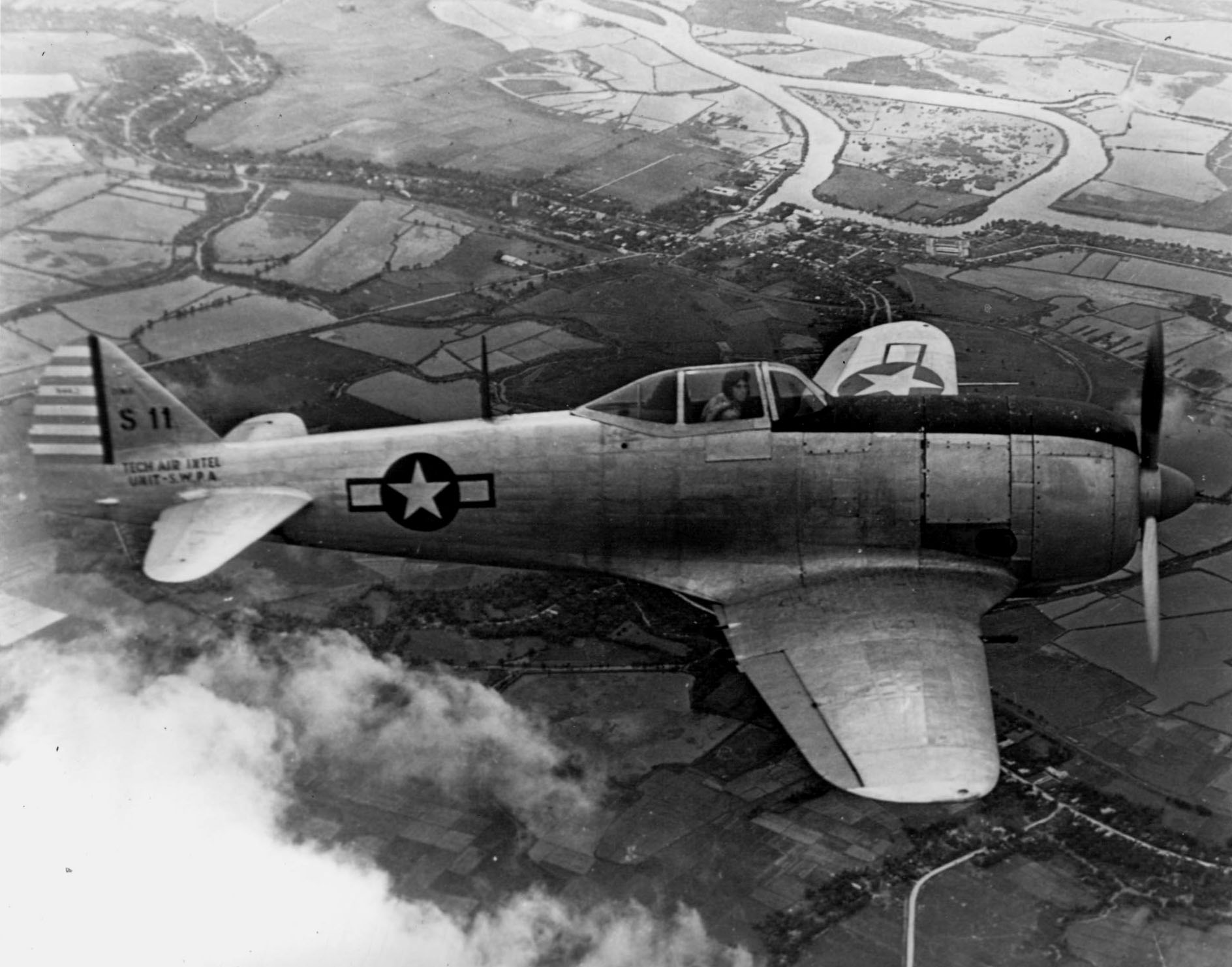
Ukořistěný Ki-44

  - Ki-44 Ia – výzbroj dva synchronizované 7,7mm kulomety v trupu a dva nesynchronizované 12,7mm kulomety v křídlech.
  - Ki-44 Ib – čtyři 12,7mm kulomety
- Ki-44 II – hlavní varianta, nový motor Nakadžima Ha-109, použito pancéřování.
  - Ki-44 IIa – výzbroj jako verze Ia.
  - Ki-44 IIb – výzbroj jako verze Ib.
  - Ki-44 IIc – první verze s kanóny. Letouny nesly čtyři 20mm kanóny Ho-3, nebo dva 12,7mm kulomety Ho-103 a dva 40mm kanóny Ho-301.
- Ki-44 III – nový motor Nakadžima Ha-145, zvětšené křídlo.
  - Ki-44 IIIa – čtyři 20mm kanóny Ho-5.
  - Ki-44 IIIb – dva 20mm kanóny Ho-5 a dva 37mm kanóny Ho-203.

## Uživatelé
- Čínská republika
  - Letectvo Čínské republiky
- Čínská lidová republika
  - Letectvo Čínské lidové republiky
- Indonésie
  - Indonéské letectvo
- Japonsko

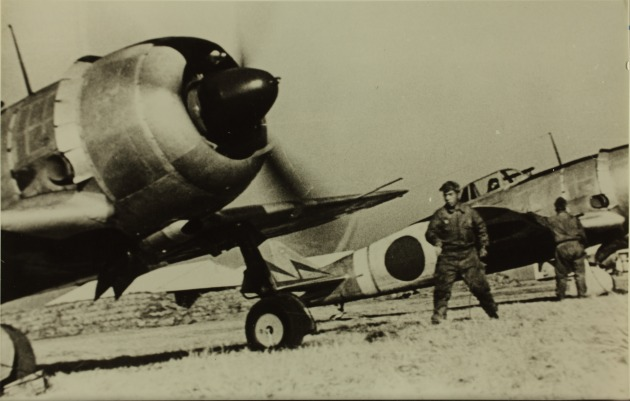
Dvojice Ki-44-IIa z výzbroje 47. sentai na letišti Narimasu u Tokia, 1944

  - Japonské císařské armádní letectvo
- Mandžukuo
  - Císařské letectvo Mandžukua

## Specifikace (Ki-44-IIb)

Třípohledový nákres Ki-44-II

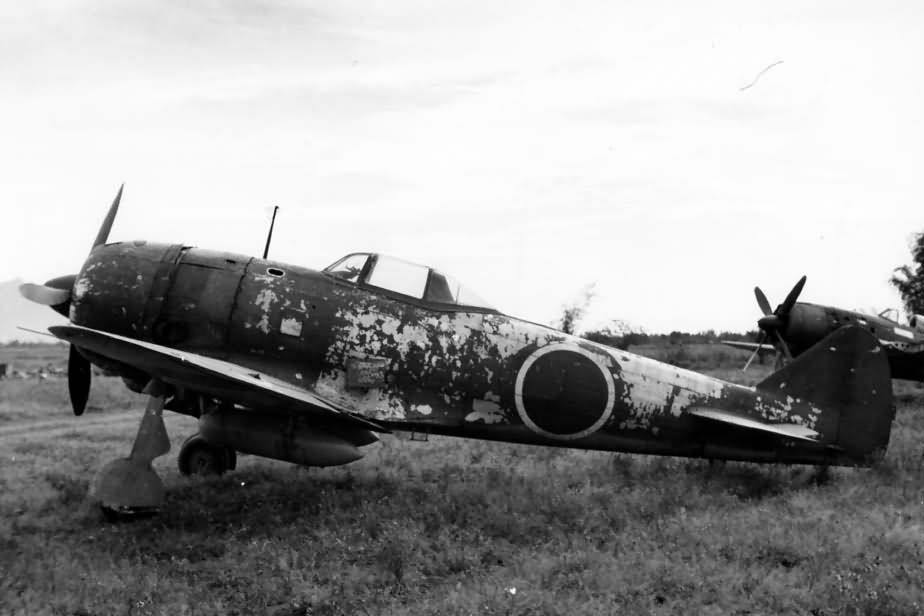
Nakajima Ki-44-II Otsu, 1945

Údaje podle

### Technické údaje
- Osádka: 1 (pilot)
- Rozpětí: 9,45 m
- Délka: 8,84 m
- Výška: 3,12 m
- Nosná plocha: 15,00 m²
- Hmotnost prázdného letounu: 2106 kg
- Vzletová hmotnost: 3000 kg
- Pohonná jednotka: 1 × dvouhvězdicový vzduchem chlazený čtrnáctiválec Nakadžima Ha 109
  - Výkon pohonné jednotky: 1519 k (1133 kW)

### Výkony
- Maximální rychlost: 605 km/h ve výšce 5200 m
- Přistávací rychlost: 150 km/h
- Počáteční stoupavost: 20 m/s
- Výstup do hladiny 5000 m: 4 min 26 s
- Výstup do hladiny 8000 m: 9 min 37 s
- Dostup: 11 200 m
- Dolet: 1200 km
- Max. dolet s přídavnými nádržemi: 1600 km

### Výzbroj
- 2 × kulomet typ 1 ráže 12,7 mm, případně 2 × kanón Ho 301 ráže 40 mm
- 2 × puma 30 až 100 kg